# 镶嵌角龙属
镶嵌角龙（属名：Mosaiceratops）是角龙亚目的一个属，由郑文杰、金幸生和徐星命名于2015年，化石发现于河南省内乡县的下关组。虽然系统发育分析显示它是最原始的新角龙类，但作者指出，前颌骨和鼻骨中的一些特征与鹦鹉嘴龙相同，表明新角龙类的前颌齿有过两次进化，而鹦鹉嘴龙并不像以前认为的那样原始。

## 叙述

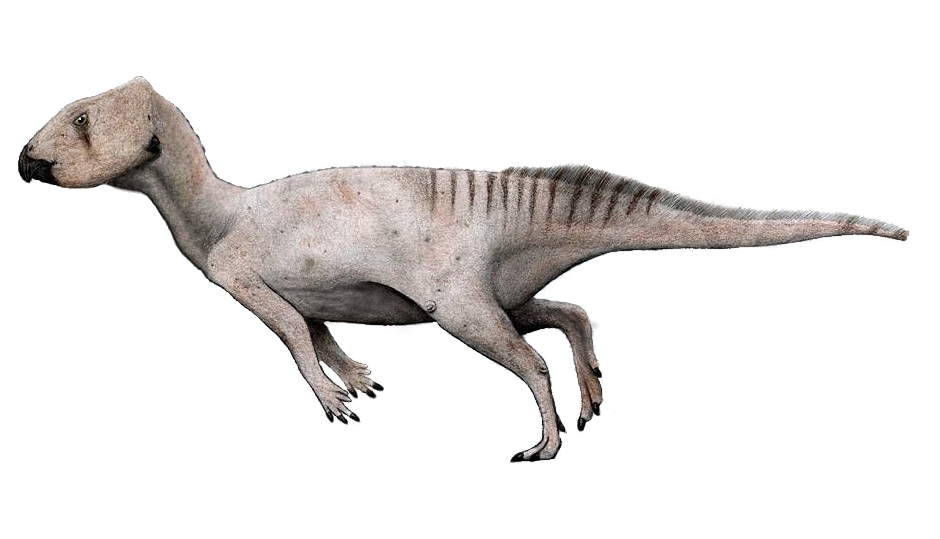
复原图

镶嵌角龙可根据多个自衍征而区别于其它物种，包括：侧视图中喙骨和上颌骨之间存在明显的前颌沟以及颧骨前部的延长。此外，该分类单元在前颌骨和上颌骨之间的宽度比例上似乎与其它新角龙类不同，前者在侧视图中更宽。该特征似乎是其与鹦鹉嘴龙的共源性状。但总体而言，镶嵌角龙的颅骨更类似于某些先进物种，如鹰角龙或辽宁角龙。
镶嵌角龙的前颌骨缺少牙齿，表明它没有牙齿。

## 发现

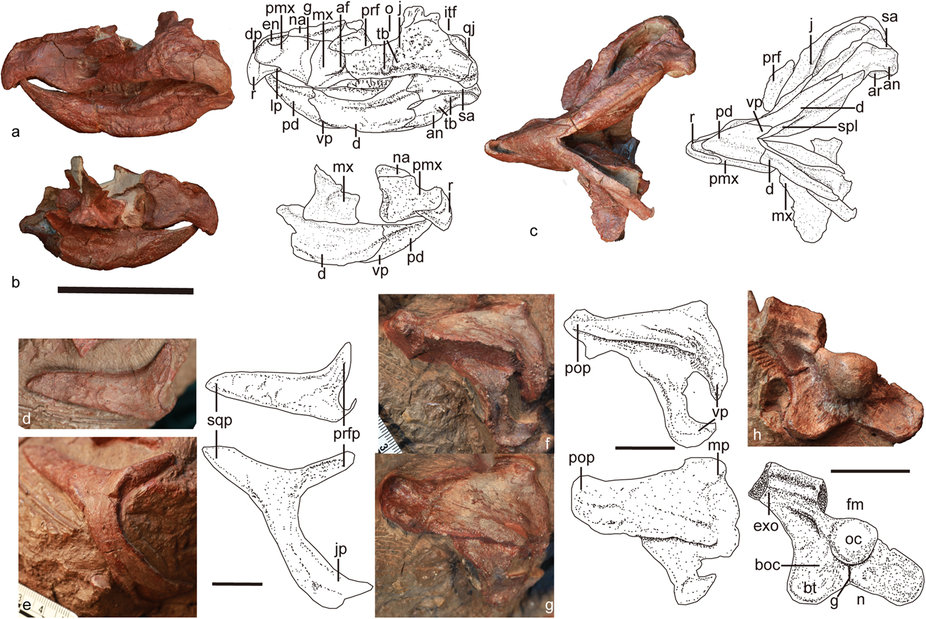
颅后骨骼

镶嵌恐龙生存于晚白垩世的中国河南省。正模标本由一个不完整的脱节的骨骼组成，包括骨盆、腿骨（股骨、胫骨、腓骨、坐骨、髂骨、趾骨、跖骨、跟骨和距骨）、24节椎骨（3节颈椎、3节背椎和18节尾椎）、一根背肋、一个肱骨、桡骨以及完整的、具有脱离的眶后骨和鳞状骨的颅骨前端。颅骨上保存了鸟喙骨、前颌骨、上颌骨、颧骨、方轭骨、齿骨、隅骨、上隅骨、前额骨和鼻骨前部。
属名意为“镶嵌的有角面孔”，是指该属同时具有新角龙类、鹦鹉嘴龙科和其它基底角龙类的特征，种名纪念日本古生物学家东洋一。
镶嵌角龙是2015年开放获取或免费阅读期刊上叙述的18个恐龙类群之一。

## 分类
郑文杰等人（2015年）将该属视为已知最原始的新角龙类，与三角龙的关系近于鹦鹉嘴龙。在叙述镶嵌角龙之前，分析中最基础的新角龙类是鹰角龙或辽宁角龙。然而，他们指出，在系统发育分析中，这一观点并没有得到有力支持，并承认镶嵌角龙可能代表鹦鹉嘴龙的旁系群（在这种情况下，鹦鹉嘴龙科这一名称将被恢复）。Han等人（2018年）在对隐龙颅后骨骼的叙述中指出，镶嵌角龙的外鼻孔的位置低于鹦鹉嘴龙，并认为镶嵌角龙比鹰角龙和辽宁角龙更为衍生。